# Guzmán Palacios Fernández
 Guzmán Ignacio Palacios Fernández (Madrid, 16 de junio de 1978) es un diplomático español. Es Embajador de España en la República de Panamá (desde 2022).

## Carrera diplomática
Nació en Madrid. Tras licenciarse en Derecho en la Universidad Pontificia de Comillas y en la Universidad Complutense de Madrid, ingresó en la Escuela Diplomática (2005).
Ha estado destinado en las Embajadas de España en: Caracas (Venezuela, 2009-2013), Ciudad de México (México, 2013-2016) y Managua (Nicaragua, 2016-2018).
En el Ministerio de Asuntos Exteriores, Unión Europea y Cooperación - MAEUEC (Madrid) ha sido: asesor en el gabinete del ministro (2005-2009); vocal asesor en el gabinete de la Secretaría de Estado de Cooperación Internacional y para Iberoamérica y el Caribe (SECIPIC, 2018-2019), director gabinete del SECIPIC (2019-2020): director del gabinete de la Secretaría de Estado de Cooperación Internacional (2020) y director de relaciones culturales y científicas en la Agencia Española de Cooperación Internacional para el Desarrollo (AECID, 2020-2022).
Desde septiembre de 2022 ejerce como embajador de España en Ciudad de Panamá (República de Panamá).

## Distinciones
Ha sido distinguido con:
- Cruz Oficial de la Orden del Mérito Civil (2013)
- Cruz Oficial de la Orden de Isabel la Católica (2018)
- Comendador de la Orden del Mérito por Servicios Distinguidos de la República del Perú (2008)
- Commander First Class Royal Order of the Polar Star Sweden (2021).